# Kittur, Haveri
Kittur là một làng thuộc tehsil Haveri, huyện Haveri, bang Karnataka, Ấn Độ.